# Frank Kosziol
Frank Kosziol (* 21. Januar 1960) ist ein deutscher Jurist und Richter am Bundesgerichtshof.

## Werdegang
Kosziol trat nach Abschluss seiner juristischen Ausbildung in den Justizdienst des Landes Nordrhein-Westfalen. Er war am Landgericht Hagen, bei der Staatsanwaltschaft Dortmund und bei den Amtsgerichten Hagen und Iserlohn tätig. 1992 wurde er zum Richter am Landgericht Dortmund ernannt, wo er mit Strafsachen, Zivilsachen und Verwaltungsangelegenheiten befasst war. Im Jahr 2001 wurde er zum Richter am Oberlandesgericht Hamm befördert; dort war er, unterbrochen durch eine Abordnung als wissenschaftlicher Mitarbeiter an den Bundesgerichtshof, in Zivilsachen tätig.
Im Juni 2012 wurde Kosziol zum Richter am Bundesgerichtshof ernannt und dem für das Bau- und Architektenrecht zuständigen VII. Zivilsenat zugewiesen.